# Lucius Cornelius Sulla Felix

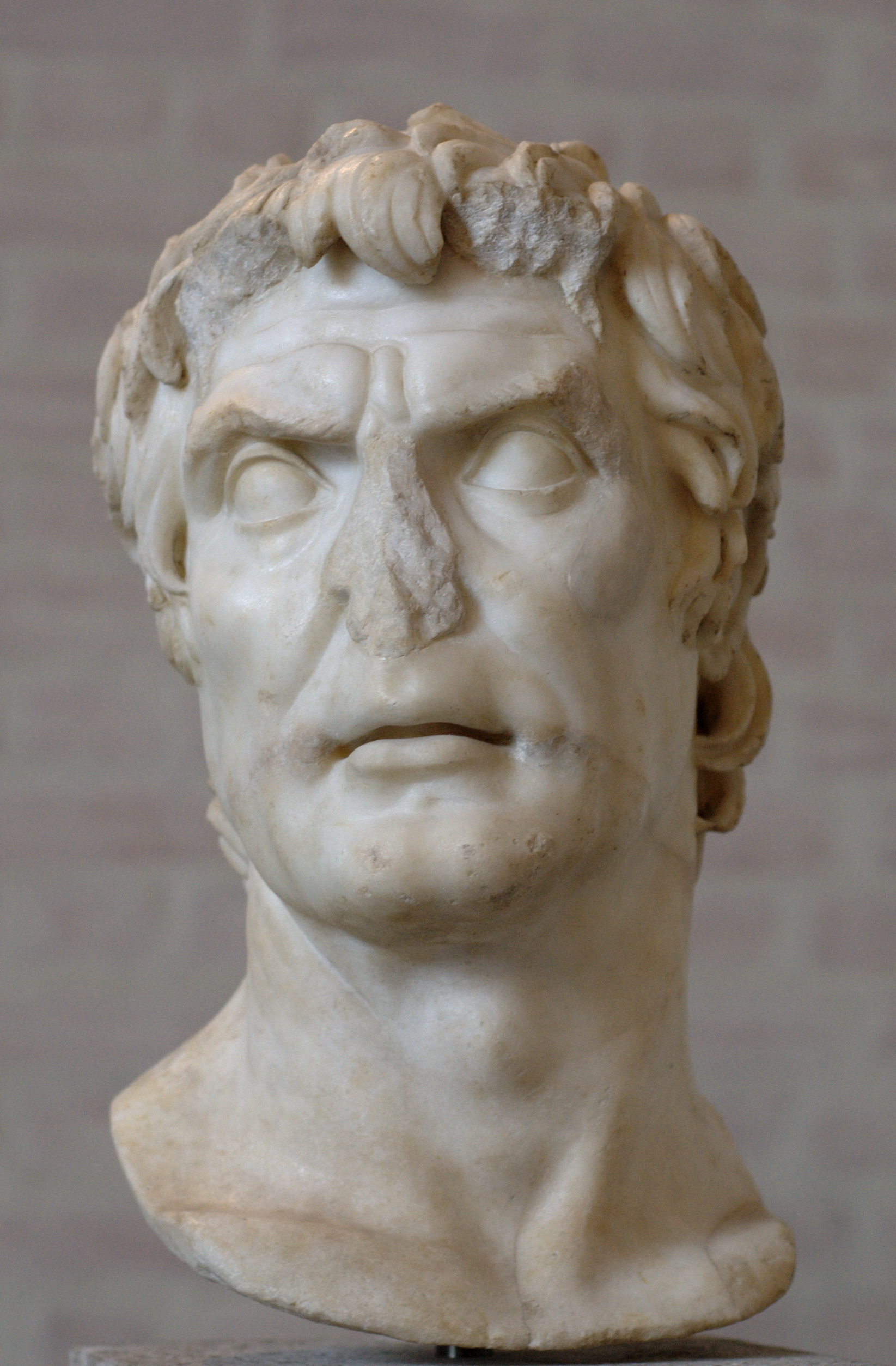
Bildnis eines Unbekannten, mit Sulla identifiziert, Münchner Glyptothek (Inv. 309)

Lucius Cornelius Sulla Felix (* um 138 v. Chr.; † 78 v. Chr. bei Puteoli); kurz Sulla, manchmal auch Sylla oder Silla geschrieben war ein römischer Politiker, Feldherr und Diktator in der Spätphase der Republik.
Korruption sowie Konflikte um die Landverteilung und das Bürgerrecht hatten die römische Republik in einen Zustand innerer Gewalt geführt. In dieser Krise stieg Sulla als bedeutender Kommandeur auf. Als Quästor des Feldherrn Gaius Marius beendete er den Jugurthinischen Krieg und wurde nach seinen Erfolgen im Bundesgenossenkrieg zum Konsul des Jahres 88 v. Chr. gewählt. In den folgenden Jahren drängte er Mithridates VI. von Pontos zurück. Als führender Vertreter der konservativen Adelspartei (Optimaten) marschierte er in den Jahren 88 und 83 v. Chr. auf Rom, um seine popularen Gegenspieler zu beseitigen.
Nach dem Sieg im Bürgerkrieg ließ Sulla sich 82 v. Chr. zum Diktator ernennen. Auf der Grundlage seiner zeitlich unbeschränkten Kompetenz legibus scribundis et rei publicae constituendae („Gesetze zu geben und den Staat zu ordnen“) führte er die ersten Proskriptionen der römischen Geschichte durch und ließ tausende römische Adlige töten. Seine Verfassungsreformen zielten auf nachhaltige Restauration der Senatsherrschaft und die Schwächung demokratischer Institutionen wie des Volkstribunats. Im Jahre 79 v. Chr. legte Sulla die Diktatur nieder und zog sich in das Privatleben zurück. Seine Schreckensherrschaft konnte den Bürgerkrieg und den Untergang der alten Republik indes nur kurzzeitig aufhalten. Sullas Name steht bis zur Gegenwart für Grausamkeit und Terror.

## Leben bis zur Diktatur

### Frühe Jahre
Sulla entstammte dem patrizischen Geschlecht der Cornelier. Im Gegensatz zu den erfolgreichen Zweigen der Scipionen und Lentuli war seit der Bekleidung des zweiten Konsulats durch Publius Cornelius Rufinus im Jahre 277 v. Chr. niemand mehr aus dem Zweig der Familie der Cornelier, dem Sulla angehörte, zum höchsten Staatsamt aufgestiegen. Rufinus’ Sohn, der als Erster das Cognomen Sulla geführt haben soll, war flamen Dialis (Priester des Jupiter), was eine politische und militärische Karriere ausschloss. Sullas Großvater bekleidete die Prätur im Jahre 186 v. Chr., während es strittig ist, ob auch sein Vater, Lucius Cornelius, Prätor war.
Sulla wuchs mit seinem Bruder Servius Cornelius und einer Schwester auf. Da seine Mutter schon früh starb, stand Sulla überwiegend unter der Obhut einer Amme. Sein Vater ging eine weitere Ehe mit einer wohlhabenden Frau ein. Von ihm ist nur bekannt, dass er Sulla so wenig hinterließ, dass dieser als junger Mann in einem Mietshaus mit freigelassenen Sklaven lebte. Als Fünfzehnjähriger erhielt Sulla die toga virilis.
Als Kind und junger Mann wurde Sulla Zeitzeuge der gracchischen Reformversuche, die seine späteren politischen Ziele entscheidend prägen sollten. Anlass der Reformen waren die Veränderungen, die sich mit der bäuerlichen Wirtschaftsweise und der Aneignung des Staatslandes – des sogenannten ager publicus – vollzogen hatten. Der ager publicus war durch die großen Eroberungen entstanden. Jeder römische Bürger war befugt, Land in Besitz zu nehmen, wenn er eine kleine Nutzungsgebühr bezahlte. Die kleinen Bauern wurden daher von den Großgrundbesitzern, die sich mehr Land aneignen konnten, verdrängt. Die beiden Gracchen, Tiberius und Gaius Sempronius Gracchus, versuchten eine Agrarreform gegen den Senat durchzuführen, um den Kleinbauern wieder mehr Land zu verschaffen. Eine Familie sollte nicht mehr als 1.000 Joch Land besitzen. Ein Gesetz dazu legte der Volkstribun Tiberius Gracchus dem Senat gar nicht erst vor, sondern wandte sich sofort an die Volksversammlung. Es kam zum Verfassungsbruch, indem Tiberius einen Volkstribunen, der gegen das Gesetz interzedierte, absetzen ließ. Um Geld für neue Siedler zu beschaffen, beschlagnahmte Tiberius das den Römern vermachte Erbe des Königs Attalos von Pergamon, was einen weiteren Verfassungsbruch und einen Eingriff in die Finanzhoheit des Senates darstellte. Als Tiberius sich entgegen der römischen Tradition auch im nächsten Jahr für das Volkstribunat bewerben wollte, kam es am Wahltag zu Tumulten. Tiberius Gracchus und seine Anhänger wurden erschlagen, die Leichen in den Tiber geworfen.
Als Gaius Gracchus einige Jahre später das Reformvorhaben seines Bruders wieder aufnahm, erklärte der Senat den Staatsnotstand. Erstmals wurde Militär gegen die eigene Bürgerschaft eingesetzt. Gaius floh und ließ sich in auswegloser Lage von einem Sklaven töten.
Es bildeten sich parteianaloge Gruppierungen, die Optimaten, die sich für die Interessen der konservativen nobilitas, meist des patrizischen Adels, einsetzten und vor allem eine Stärkung des Senats im Kräftespiel der römischen Institutionen betrieben, und die Popularen, die die Interessen des Volkes vertraten. Mit den Ereignissen in den Jahren 133/132 v. Chr. begann das Zeitalter der Bürgerkriege, das etwa einhundert Jahre später durch die Transformation der Republik in das Kaiserreich beendet werden sollte.
Seine Jugendjahre verbrachte Sulla abseits dieser politischen Auseinandersetzungen. Im Umfeld des Theaterwesens und im Umgang mit Gauklern und Schauspielern pflegte er einen freizügigen Lebenswandel. Neben der Ehe mit einer Ilia, die früh verstarb, und einer Aelia, von der nur der Name bekannt ist, hatte Sulla ein Verhältnis mit der Prostituierten Nikopolis, die ihn sogar als Erben einsetzte. Aber erst als er das Vermögen seiner Stiefmutter erbte, verfügte Sulla über die Mittel, eine standesgemäße Laufbahn einschlagen zu können.

### Der Jugurthinische Krieg

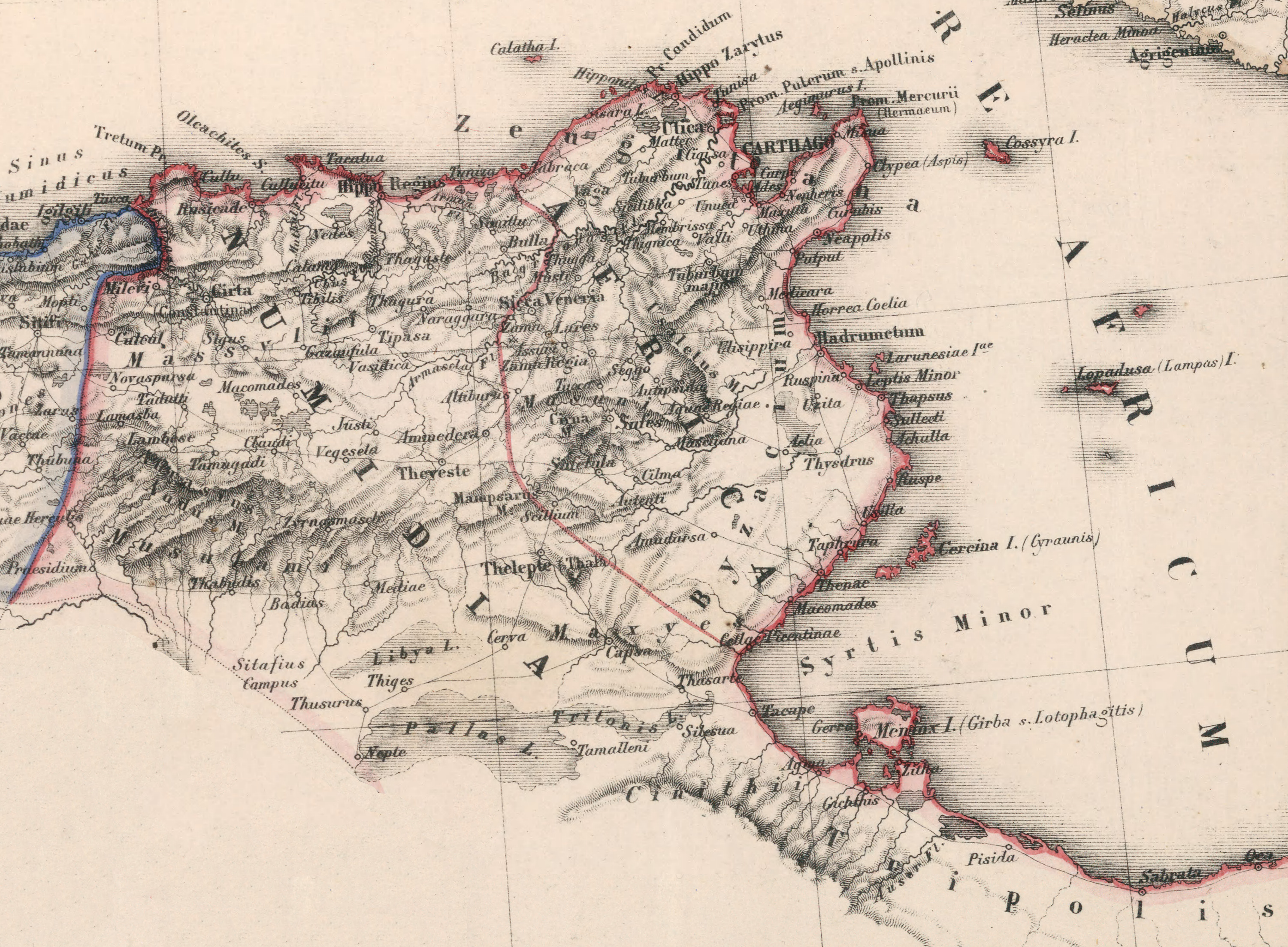
Numidien

Nach einem intensiven Wahlkampf wurde Sulla 107 v. Chr. zum Quästor gewählt. Er wurde dem Heer des Gaius Marius zugeteilt, das in Nordafrika operierte und den Krieg gegen die Numidier, der durch die Bestechlichkeit der Senatoren überschattet wurde, zu einem erfolgreichen Ende bringen sollte.
Der Konflikt mit Numidien, einem römischen Vasallenkönigreich, begann nach dem Tod des Königs Micipsa im Jahr 118 v. Chr., als zwischen den beiden leiblichen Söhnen Adherbal und Hiempsal I. Thronstreitigkeiten ausbrachen. Jugurtha, der als unehelicher Sohn in der Thronfolge die geringsten Ansprüche hatte, suchte diesen Streit zu nutzen und die ganze Macht in Numidien an sich zu reißen. Als Jugurtha gegen Adherbal Krieg führte und ihn bei Cirta schlug, wurde er zum Feind Roms, da auch eine größere Anzahl Römer und Italiker beim Angriff getötet worden waren. Bald darauf folgende Vertragsverhandlungen in Rom scheiterten. Im nunmehr beschlossenen Krieg gegen Jugurtha konnte Quintus Caecilius Metellus Numidicus zwar einige Erfolge, doch keine endgültige Entscheidung herbeiführen, da sich Jugurthas schnelle Kavallerie immer wieder dem Kampf mit den Römern entzog. Auch war es Jugurtha gelungen, Bocchus von Mauretanien auf seine Seite zu ziehen.
In dieser Situation konnte sich Sulla bei den ersten ihm zufallenden militärischen Kommandos bewähren. Er führte der sehr schwachen und unterlegenen römischen Reiterei Verstärkung von den Bundesgenossen und aus Latium zu und übergab sie dem Feldherrn Marius. Nachdem schließlich Cirta von römischen Truppen erobert worden war, fürchtete Bocchus um seine Herrschaft und nahm Verhandlungen mit den Römern auf. Diese Friedensverhandlungen führte auf römischer Seite Sulla, der bereits früher das Vertrauen des Bocchus gewinnen konnte, als er eine mauretanische Gesandtschaft während ihrer Romreise beriet und großzügig unterstützte. Dank dieses Vertrauens konnte mittels einer inszenierten Verhandlung der ahnungs- und waffenlose Jugurtha in einen Hinterhalt gelockt und gefangen genommen und somit der Krieg beendet werden. Indem Sulla offen durch die Anfertigung eines Siegelringes und die Prägung eines römischen Denars die Beendigung des Jugurthinischen Krieges für sich beanspruchte, erlangte er einige Berühmtheit, die sowohl seine gesellschaftliche Stellung in Rom als auch seine weitere Laufbahn sicherte. Allerdings verschlechterte er durch dieses Verhalten seine Beziehungen zu Marius, dem eigentlichen Feldherrn des Krieges, nachhaltig.
Gleichwohl wurde Marius in Rom als Sieger angesehen und es wurde ihm ein Triumph gewährt, in dem er Jugurtha mitführen ließ. Der Sieg befähigte Marius in den Augen des Senats, die drohende Germaneninvasion aufzuhalten, und er wurde deshalb für das Jahr 104 v. Chr. und die folgenden vier Jahre zum Konsul gewählt. Die bereits im Jugurthinischen Krieg in Ansätzen eingeleitete Heeresreform des Quintus Caecilius Metellus führte Marius zum Abschluss, indem er das römische Militär in ein Berufsheer umwandelte. Bereits seit den Kriegen gegen Karthago war es aus dem Krieg heimkehrenden italischen Bauern immer seltener möglich, auf den inzwischen verödeten Familienbesitzungen ihren Lebensunterhalt zu verdienen. Die gleichzeitig an Größe zunehmenden Latifundien wurden hingegen meist von Sklaven bewirtschaftet. Nach einer mittlerweile zwanzigjährigen Dienstzeit war die Altersversorgung der Veteranen folglich nur gewährleistet, wenn ihr Feldherr sie mit Land versorgte. Als Folge war die Loyalität der Soldaten permanent an den Feldherrn und nicht an die Res Publica gebunden. Die daraus folgende Konzentration von Macht war ein wichtiger Faktor in der Genese des Bürgerkrieges.

### Kimbern und Teutonen

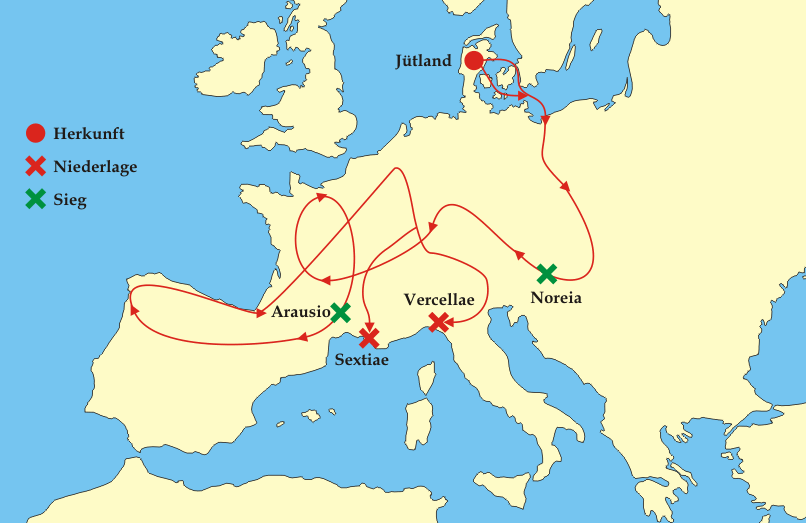
Wanderung der Kimbern und Teutonen durch Europa

Der Konflikt mit den germanischen Völkerschaften war schon während des numidischen Krieges ausgebrochen. Als Folge verheerender Fluten suchte eine Reihe von Stämmen, die in Jütland und in den norddeutschen Tiefebenen ansässig waren, neue Siedlungsräume. Zu diesen Stämmen gehörten die Kimbern, die Teutonen, die Ambronen und die Haruden. Gegen die machtvollen germanischen Wanderstämme, die durch ganz Gallien und selbst Teile Spaniens zogen, musste das römische Heer zahlreiche Niederlagen hinnehmen, so verloren in einer Schlacht bei Arausio am 6. Oktober 105 v. Chr. angeblich 80.000 Römer ihr Leben.
Im Germanenkrieg des Jahres 104 v. Chr. konnte Sulla, der als Legat und Militärtribun unter Marius diente, Copillus, den Anführer der Tektosagen, gefangen nehmen und die römische Vormacht sichern. Als Militärtribun zog er 103 v. Chr. durch Verhandlungen den Stamm der Marser auf die Seite der Römer. Aufgrund der immer schlechter werdenden Beziehungen zu Marius ließ sich Sulla zu den zwei Legionen des Quintus Lutatius Catulus nach Norditalien versetzen. Doch während Marius im Sommer 102 v. Chr. die Ambronen und die Teutonen vernichtend schlug, konnte das Heer des Catulus und Sulla seine Stellung nicht halten und musste sich bis hinter den Po zurückziehen. Die Jahreszeit war zu weit fortgeschritten, als dass römische Truppen ihre Gegner in Oberitalien noch hätten schlagen können.
Für das Jahr 101 v. Chr. sammelte Marius alle verfügbaren Truppen und stieß im Sommer des Jahres mit 55.000 Mann gegen die Kimbern vor, die auf den Raudischen Feldern bei Vercellae vernichtend geschlagen wurden. Durch den Germanenkrieg und seinen Dienst unter Catulus stärkte Sulla die Verbindung zu den Optimaten.

### Provinzialpolitik
Die Fortführung der politischen Laufbahn gestaltete sich für Sulla zunächst schwierig. Die Quästur hatte er zum frühestmöglichen Zeitpunkt erreicht. Zum Amt des Ädils habe Sulla selbst bemerkt (so Plutarch), dass das Volk sich von ihm gewünscht hätte, dass er die Ädilität bekleide, weil man auf prachtvolle Spiele, insbesondere mit wilden Tieren aus Afrika, gehofft habe; deshalb sei er auch bei der ersten Bewerbung um die Prätur gescheitert. Wann dieser erste Versuch stattfand, und wann Sulla dann im zweiten Versuch tatsächlich die Prätur erreichte, ist der Quellenlage wegen unsicher. Erwogen werden von der Forschung für den letztendlichen Erfolg die Jahre 97, 95 und 93 v. Chr. Stimmenkauf und Versprechungen an das Volk, als künftiger Prätor Spiele abzuhalten, sollen die Wahl zum praetor urbanus positiv beeinflusst haben. Großzügig ließ er nun die ludi Apollinares – Spiele zu Ehren des von Sulla stets bevorzugten Gottes Apollo – abhalten.
Als Prätor erhielt er Einblick in Rechtsprechung und Administration. Als mit dem Amt verbundene Statthalterschaft wurde ihm im folgenden Jahr Kilikien übertragen, ob als Proprätor oder als Legat mit prokonsularischer Amtsgewalt, bleibt strittig. Sullas Aufgabenbereich dort kreuzte sich mit dem Interessenfeld des pontischen Königs Mithridates VI., der damals seinen Einfluss in jenem Gebiet erweitern wollte. Nach dem Untergang der kappadokischen Königsdynastie der Ariarathiden hatte Mithridates Ariobarzanes I. von Kappadokien vertrieben und seinen Vertrauensmann Gordius als Machthaber installiert. Ariobarzanes floh nach Rom und bat den Senat um Beistand.
Im Sommer des Jahres 96 v. Chr. stellte Sulla ein Heer auf, das die Rückführung des kappadokischen Königs erzwingen sollte. In Kappadokien traf er auf das aus kappadokischen und armenischen Einheiten bestehende Heer von Mithridates VI., das er noch im selben Jahr bis zum Euphrat zurückdrängte. Dort erreichte ihn Orobazos, ein Gesandter des Partherkönigs Mithridates II., der mit Sulla eine grundlegende Regelung zwischen beiden Staaten auf friedlicher Basis herbeiführen wollte. Es war die erste Kontaktaufnahme zwischen den beiden Großreichen. Sulla konnte sich hierbei geschickt in Szene setzen, indem er bei den Verhandlungen in der Mitte Platz nahm, so dass für Ariobarzanes und den parthischen Gesandten nur die beiden seitlichen Plätze übrig blieben. Während dieser Ereignisse soll ihm ein chaldäischer Seher eine große Zukunft vorhergesagt haben.

### Das erste Konsulat
Als Promagistrat in Kappadokien hatte Sulla erhebliche Geldsummen eingezogen und sah sich dem Verdacht der widerrechtlichen persönlichen Bereicherung ausgesetzt. Nach seiner Rückkehr nach Rom erhob wohl im Jahr 92 v. Chr. ein gewisser Censorinus formell Anklage gegen ihn. Eine gerichtliche Verfolgung blieb allerdings erfolglos, vermutlich weil eine Senatsmehrheit Sulla als Gegenspieler zu Marius aufbauen wollte.
Dennoch hatte das Verfahren Sullas Chancen auf ein Konsulat drastisch gemindert, so dass er zunächst auf eine Bewerbung verzichtete. Auf Bitten Sullas und wohl nach Einwilligung des Senates stellte Sullas Vertrauter im Jugurthinischen Krieg, Bocchus I., im Jahr 91 v. Chr. ein aufwändiges Monument als Weihegeschenk auf dem Kapitolshügel auf, das Sulla als Sieger im Numidischen Krieg darstellte. Obwohl Marius Sulla vorwarf, jener schmücke sich zu Unrecht mit dem Ruhm des Sieges, blieb eine ernsthafte Auseinandersetzung aufgrund des sich ankündigenden Bundesgenossenkrieges zunächst aus.
Marcus Livius Drusus hatte sich 91 v. Chr. zum Volkstribunen wählen lassen, um sich der Probleme der so vielfach benachteiligten Italiker anzunehmen und ihnen das Bürgerrecht zu verschaffen. Ferner sollten die Geschworenengerichte wieder formell dem Senat zugeordnet und mit 300 Rittern aufgefüllt werden. Daneben wollte er alte populare Forderungen durchsetzen, wie die Verbilligung der Getreideverteilungen an römische Bürger, neue Ansiedlungen und die Gründung von Kolonien. Der Senat und die Anhänger der Nobilität widersetzten sich diesem Vorhaben auf das Schärfste. Schließlich erklärte der Konsul Lucius Marcius Philippus die Gesetze für rechtswidrig. Wenig später wurde Drusus ermordet.
Der Tod des Drusus führte zum Ausbruch des Bundesgenossenkrieges. Sulla trat als Legat im Heer des Lucius Iulius Caesar an, wobei er den Kampf gegen die Samniten, die eine der Hauptrollen in diesem Konflikt spielten, wie seine Vorfahren zu seiner persönlichen Sache machte. Roms Feldherrn erlitten zahlreiche Misserfolge. So gelang es Marcus Claudius Marcellus nicht, die Stadt Venafrum daran zu hindern, von Rom abzufallen. Auch Sulla war nicht vor Fehlschlägen gefeit, als er von den Samniten und ihren Verbündeten überrascht wurde und sich mit seinem Heer zurückziehen musste. Die römischen Misserfolge bewogen, abgesehen von Nuceria und Accerae, zahlreiche Städte zum Abfall von Rom. Angesichts der sich zuspitzenden Lage brachte Lucius Iulius Caesar, der im Spätherbst 90 v. Chr. nach Rom zurückgekehrt war, die lex Iulia de civitate sociis danda ein, mit der allen bislang treu gebliebenen Bundesgenossen das römische Bürgerrecht zugesprochen wurde.
Um die Aufständischen für die römische Sache zu gewinnen, brachten die Volkstribunen Marcus Plautius Silvanus und Gaius Papirius Carbo bald nach ihrem Amtsantritt im Jahre 89 v. Chr. die lex Plautia Papiria ein, durch die alle Aufständischen, die sich binnen 60 Tagen meldeten, das Bürgerrecht erhielten. Im selben Jahr ordnete sich die militärische Führung neu. Sulla übernahm das militärische Kommando von Lucius Iulius Caesar, der zum Censor gewählt wurde, während Marius aufgrund seines Alters und seiner geringen Entschlussfreudigkeit bei der Kriegsführung durch Lucius Porcius Cato ersetzt wurde. Durch Sullas Eroberungen der Orte Stabiae und Herculaneum war er in die Lage versetzt, die stark befestigte Stadt Pompeji anzugreifen. Der Befehlshaber des Bundesheeres Gaius Papius Mutilus schickte ein Entsatzheer unter der Leitung von Lucius Cluentius gegen die Truppen Sullas. In der folgenden Schlacht wurde Cluentius vernichtend geschlagen. Für seine militärischen Erfolge verlieh das Heer Sulla den Graskranz. Pompeji, das nun keine Hilfe von außen zu erwarten hatte, ergab sich im Herbst des Jahres 89 v. Chr. Schließlich nahm Sulla Bovianum, die Hauptstadt der Samniten, ein.
Seine militärischen Erfolge im Bürgerkrieg und seine gute Kenntnis Kilikiens befähigten Sulla für den Krieg gegen Mithridates VI. von Pontos, und er wurde daher problemlos im Jahre 88 v. Chr. zum Konsul gewählt, zusammen mit Quintus Pompeius Rufus, dessen gleichnamiger Sohn Sullas Tochter aus erster Ehe geheiratet hatte. Nach seiner Wahl verband Sulla sich mit der mächtigen Familie der Meteller, indem er sich von seiner dritten Frau Cloelia wegen Unfruchtbarkeit trennte und in vierter Ehe Caecilia Metella Dalmatica heiratete, die Witwe des Marcus Aemilius Scaurus, der zu den führenden Köpfen der Republik zählte. Aus Sicht der Meteller war eine Verbindung mit Sulla interessant, da er dank seiner militärischen Fähigkeiten ein Gegengewicht zu Marius und den Popularen bildete. Durch das Konsulat erhielt Sulla per Los die Provinz Asia und damit den Oberbefehl im Krieg gegen Mithridates.

### Der Erste Marsch auf Rom

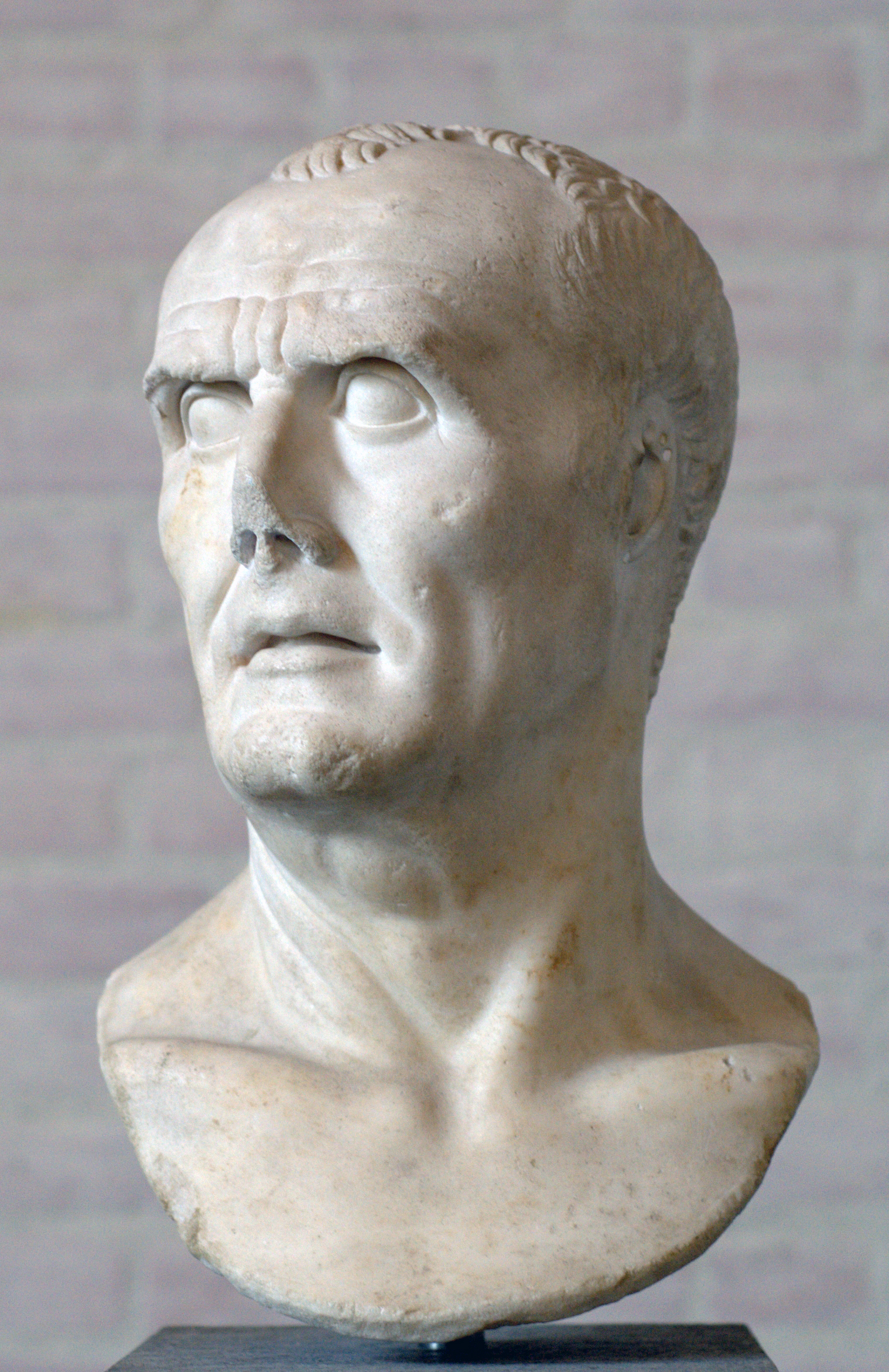
Bildnis eines Unbekannten, der mit Marius identifiziert wurde

Für seine Kriegspläne benötigte Sulla Finanzmittel. Daneben war der Bundesgenossenkrieg noch nicht vollständig erloschen und Sulla sah sich gezwungen, erneut die Belagerung von Nola aufzunehmen, in deren Verlauf er auch das samnitische Lager eroberte. Doch die Neubürgerfrage zwang Sulla dazu, nach Rom zurückzukehren.
Publius Sulpicius Rufus nahm sich der Interessen der Bundesgenossen an und wollte die Neubürger sowie Freigelassenen, die auf römischer Seite gekämpft hatten, in die bereits bestehenden 35 Tribus eingliedern. Der Senat hingegen wollte die Neubürger einem eigenen Tribus mit ungleichem Stimmrecht zuweisen. Weiterhin forderte Sulpicius nicht nur die Ausschließung überschuldeter Senatsmitglieder, sondern auch, Sulla das Kommando im Mithridatischen Krieg zu entziehen und dem mittlerweile als Privatmann lebenden Popularen Marius zu übertragen.
Die Konsuln Sulla und Pompeius Rufus versuchten vergeblich, durch einen religiös begründeten Geschäftsstillstand die Abhaltung einer Volksversammlung, in der über die Gesetze des Sulpicius abgestimmt werden sollte, zu verhindern. Es kam zu Tumulten. Beide Konsuln mussten fliehen. Sulla suchte Schutz im Haus des Marius und musste unter Gewaltandrohung den sulpicischen Gesetzen zustimmen. Er zog sich daraufhin zu seinem Heer, das schon im Bundesgenossenkrieg unter seinem Kommando stand, nach Nola zurück. Unterdessen hatte Marius durch Sulpicius’ Initiative den Oberbefehl über dieses Heer für den Krieg gegen Mithridates erhalten. Als zwei Militärtribunen Sullas Heer bei Nola gemäß dem Beschluss der Volksversammlung übernehmen wollten, wurden sie von Sullas Soldaten gesteinigt. Sulla soll zuvor seine Soldaten in einer Rede daran erinnert haben, dass Marius mit einem anderen Heer in den Krieg ziehen und ihnen selbst, die im Bundesgenossenkrieg treu gedient hätten, die reiche Beute im Osten vorenthalten könne. Nach dem Tod der Militärtribunen appellierten seine Soldaten an Sulla, gegen Rom zu marschieren, woraufhin abgesehen von einem Quästor alle Offiziere die Gefolgschaft versagten. Sulla führte somit als erster Römer (seit dem sagenhaften Coriolanus) ein Heer gegen die Hauptstadt.
Die Stadt Rom mit ihren weitgehend veralteten Verteidigungsanlagen konnte einem so großen Heer, das Sulla in mehrere Gruppen zum Angriff gegliedert hatte, kaum Widerstand leisten. Die Einnahme Roms stellte Sulla als Rettung des Staates dar. Er befahl dem Senat, zwölf Personen der politischen und militärischen Führung der Popularen zu Staatsfeinden zu erklären und zur Fahndung und Hinrichtung auszurufen, obgleich er, ohne das Volk zu fragen und Geschworene einzusetzen, nicht dazu befugt war. Auch das Provokationsrecht wurde den Verfolgten verwehrt. Sämtliche Gesetze und Anordnungen des Sulpicius wurden annulliert. Dieser selbst wurde ergriffen und getötet, während es Marius gelang, in die Provinz Africa zu entkommen.
Sulla brachte nun einige Gesetze zur Verabschiedung, um den Senat als letzte Entscheidungsinstanz zu installieren und den Einfluss des Volkstribunats zu beschneiden. So musste der Senat seine Zustimmung zu Gesetzesvorlagen der Volkstribunen geben, Entscheidungsfindungen wurden von den Tributkomitien zu den Zenturiatskomitien verlagert. Damit wurde nicht nur der Einfluss der Ritter und Senatsangehörigen bei Wahlen und Abstimmungen maßgeblich erhöht, sondern auch ein nach heftigen Auseinandersetzungen im Jahr 241 v. Chr. verabschiedetes Abstimmungsverfahren kurzerhand zurückgenommen. Der Senat wurde zudem um 300 optimatische Mitglieder erweitert. Neben diesen drei von Appian erwähnten Gesetzen wird noch ein Gesetz über die Anlage von Kolonien und ein Schuldengesetz genannt.
Sullas weiteres Vorgehen war wohl provisorischer Natur, da ein sofortiges Handeln gegen Mithridates unbedingt erforderlich war, um die Glaubwürdigkeit Roms im Osten zu wahren. Allerdings erkannte er, dass die politischen Strukturen einer zeitintensiven Neuordnung bedurften. Auch auf Druck seiner Anhänger ließ Sulla Konsulwahlen für das Jahr 87 v. Chr. durchführen, die allerdings seine sinkende Popularität beim römischen Volk und bei seinen Anhängern zeigten. Denn neben dem von Sulla favorisierten Gnaeus Octavius setzte sich mit Lucius Cornelius Cinna ein erklärter Anhänger des Sulpicius durch. Im Scheitern des Versuchs, das Heer des Prokonsuls Gnaeus Pompeius Strabo an seinen Amtskollegen Quintus Pompeius Rufus übergeben zu lassen, spiegelte sich gleichermaßen Sullas sinkender Rückhalt, da Pompeius Rufus wenige Tage nach Übernahme der Befehlsgewalt von den Soldaten getötet wurde. Im Konflikt mit Cinna begnügte sich Sulla mit dessen Eid, keine feindseligen Handlungen zu begehen, und setzte als Prokonsul mit seinem Heer von Brundisium nach Epirus über.

### Rom und Italien 87–84 v. Chr.
Cinna brach seinen Eid und holte die Gesetzesinitiative des Sulpicius über die Zuweisung der Neubürger in die Tribus wieder hervor. Sein Mitkonsul Octavius mobilisierte das Volk gegen die Pläne Cinnas. In Straßenschlachten unterlagen die Anhänger Cinnas denen des Octavius, und Cinna wurde zum hostis, zum Staatsfeind, erklärt. Er floh über Praeneste nach Nola, wo er durch hohe Bestechungssummen die Truppen und die Neubürger für seine Sache gewinnen konnte und den greisen Marius aus dem nordafrikanischen Exil zurückrief.
Gegen Ende des Jahres 87 v. Chr. nahmen Cinna und Marius Rom ein. Dem sich anschließenden Terror fiel eine ganze Reihe von Aristokraten zum Opfer, so wurde Octavius ebenso wie Marcus Antonius ermordet, während Quintus Lutatius Catulus der Rachsucht des Marius durch Selbstmord entging. Sullas Frau Caecilia Metella konnte sich mit Aemilia, ihrer Tochter aus erster Ehe, und den neugeborenen Zwillingen Cornelia Fausta und Faustus Cornelius Sulla nach Griechenland in das Feldlager ihres Gatten absetzen. Sullas Haus wurde zerstört, sein Besitz eingezogen und er selbst geächtet. Das Siegesmonument auf dem Kapitol wurde dem Erdboden gleichgemacht.
Im Jahr 86 v. Chr. wurden Cinna und Marius zu Konsuln gewählt. Marius konnte sein siebtes Konsulat noch antreten, bevor er wenige Tage später einer Lungenentzündung erlag und durch Lucius Valerius Flaccus ersetzt wurde. Cinna wurde für die nächsten drei Jahre zur mächtigsten Persönlichkeit in Rom: Gesetze wurden nicht mehr durch Einberufung der Volksversammlung, sondern durch Cinnas Entscheidung erlassen. Seine Mitkonsuln ernannte Cinna direkt. Er selbst bekleidete das Konsulat ununterbrochen von 87 bis 84 v. Chr. Aber Cinna wusste, dass seine Zukunft vom Ergebnis der Kämpfe Sullas im Osten abhing. Er ließ ein zwei Legionen starkes Heer aufstellen und unter dem Befehl des Valerius Flaccus im Sommer 86 v. Chr. nach Griechenland schicken. Nachdem Flaccus von seinen Truppen ermordet worden war, setzte dessen Nachfolger Gaius Flavius Fimbria seine Operationen gegen Mithridates unabhängig von Sulla fort. Cinna selbst wurde 84 v. Chr. von meuternden Verbänden in Ancona erschlagen.

### Der Erste Mithridatische Krieg

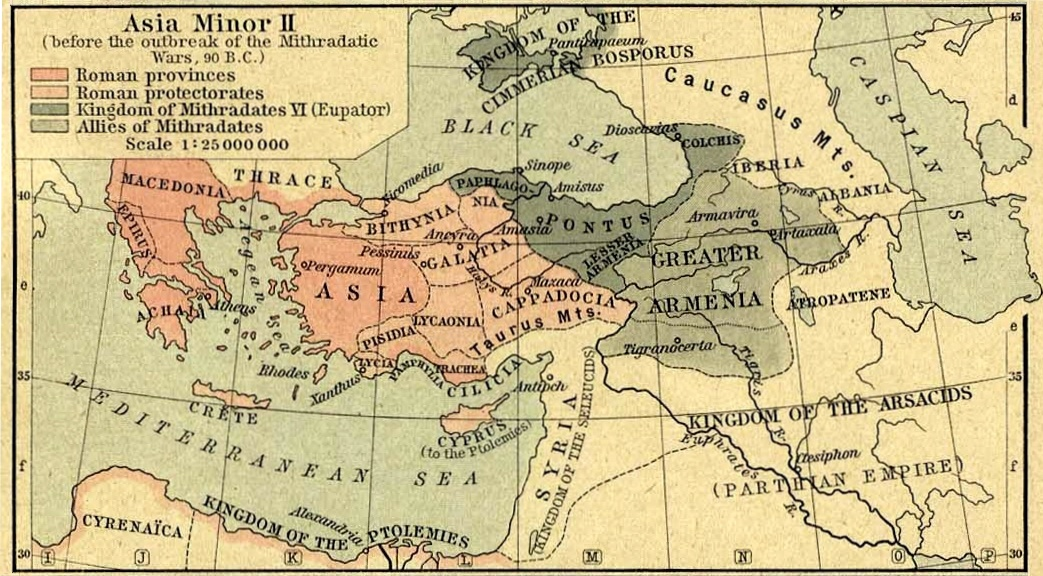
Kleinasien vor Ausbruch des Mithridatischen Krieges.

Mithridates VI., König von Pontos, setzte die Expansionspolitik seines Vaters zielstrebig und in noch größeren Rahmen fort. Da die Bewohner der Provinz Asia von der römischen Verwaltung ausgebeutet wurden und der Bundesgenossenkrieg sowie der Bürgerkrieg die römische Schlagkraft lähmten, sah Mithridates den Zeitpunkt gekommen, seine Großoffensive zu beginnen. Zur Rechtfertigung ernannte er sich zum Befreier der Griechen vom römischen Joch. Um seine Kriegskassen zu füllen, befahl Mithridates per Erlass die Ermordung aller Italiker und Römer. Laut Valerius Maximus, dem Memnon von Herakleia folgt, verloren 80.000 Italiker und Römer durch diesen Blutbefehl von Ephesos ihr Leben. Der Bruch mit Rom war damit endgültig. Mithridates VI. bot zu Anfang des Jahres 88 v. Chr. ein Heer von 250.000 Infanteristen, 40.000 Reitern und 130 Sichelwagen auf. Es bestand aus unkoordinierten, ethnisch nicht homogenen Verbänden.
Im Frühjahr des Jahres 87 v. Chr. setzte Sulla mit fünf Legionen und einer kleinen Zahl an Reitern nach Epirus über. Sulla zog langsam durch Ätolien nach Thessalien, um die abgefallenen griechischen Städte durch die Präsenz eines großen Heeres zur Aufgabe zu bewegen. Noch vor dem Sommer 87 v. Chr. hatte Sulla weite Teile Griechenlands wieder unter Kontrolle und zwang die Kommandeure des Mithridates, Aristion und Archelaos, dazu, sich nach Athen und Peiraieus zurückzuziehen. Ein erster Angriff Sullas auf die pontische Basis Peiraieus scheiterte jedoch. Um die Stadt einnehmen zu können, ließ Sulla einen Belagerungsring um den Peiraieus ziehen. Auf weniger Widerstand traf Sulla in Athen, wo er erfuhr, dass ein Mauerabschnitt nicht mehr ausreichend besetzt war. Durch diese Bresche konnten die Truppen Sullas im März 86 v. Chr. ungehindert in die Stadt eindringen. Aristion gelang die Flucht. Erst als einigen römischen Senatoren das Morden und Plündern der Stadt zu weit ging, gebot Sulla seinen Soldaten Einhalt.
In der Zwischenzeit drang das populare Heer unter Fimbria weiter nach Kleinasien vor, unterwarf einzelne Verbände des Mithridates von Pontos und plünderte Ilion. Es gelang Fimbria sogar, Mithridates selbst bei Pitane einzuschließen, doch auf Anweisung Sullas ließ der Flottenkommandant Lucullus ihn zur See entkommen.
Nachdem Athen eingenommen war, gelang Sulla schließlich mit einer größeren Truppenanzahl unter erheblichen römischen Verlusten auch die Eroberung des Peiraieus. Damit konnte er die Operationsbasis der pontischen Truppen auf dem griechischen Festland unter seine Kontrolle bringen. Im Frühjahr und im Herbst des Jahres 86 v. Chr. trat Sulla den pontischen Truppen bei Chaironeia und Orchomenos entgegen. In beiden Schlachten ließ er breite Gräben ziehen, welche die pontische Kavallerie und die Kampfwagen behindern sollten. Dank seiner großen militärischen Erfahrung und der Disziplin in seinem Heer konnte Sulla den zahlenmäßig überlegenen Feind in erbitterten Kämpfen schlagen.

### Neuordnung Kleinasiens und Auseinandersetzung mit Fimbria
Mit der Schlacht von Orchomenos war die römische Herrschaft über die griechischen Stadtstaaten verteidigt. Die Reste des pontischen Heeres befanden sich in Euböa und Chalkis. Da Sulla jedoch über keine Flotte verfügte, war es ihm nicht möglich, Euböa einzunehmen. Unter diesen Umständen hätte eine Fortführung des Krieges gegen Mithridates in Kleinasien und besonders in dessen pontischer Basis Jahre dauern können und Sulla somit aus Rom ferngehalten. Andererseits bildete sich in vielen kleinasiatischen Städten eine entschiedene Opposition gegen Mithridates, die Rom für sich nutzen konnte. In dieser Pattsituation wurde der Krieg durch den Friedensvertrag von Dardanos im Jahr 85 v. Chr. beendet. Sulla gewährte dem pontischen Herrscher einen günstigen Frieden: Er hatte seine Eroberungen aufzugeben, 2.000 Talente zu zahlen und 70 voll ausgerüstete Kriegsschiffe zu übergeben. Mithridates wurde dabei sogar durch Umarmung und Kuss als römischer Bundesgenosse geehrt, während Sulla von den Städten in Asia, die sich jenem angeschlossen hatten, 20.000 Talente forderte.
Besonders hart wurde Ephesos bestraft, das Mithridates zu bereitwillig gefolgt war. Die Stadt verlor Teile ihres Territoriums, die Anführer der antirömischen Partei wurden hingerichtet und die Stadt gebrandschatzt. Klazomenai, Milet und Phokaia verloren ihre Freiheit, und auch Pergamon, die Residenz des pontischen Königs, hatte schwer unter Sulla zu leiden. Neben den Gewaltmaßnahmen Sullas wurden die Städte auch finanziell stark belastet. Zunächst quartierte Sulla sein Heer in den Städten ein und verpflichtete sie, für den Unterhalt der Soldaten zu sorgen. Der gewöhnliche Soldat kostete die Bürger pro Tag 16 Drachmen, ein Centurio erhielt eine Löhnung von 50 Drachmen pro Tag. Weiterhin mussten die Städte zunächst binnen eines Jahres die rückständigen Steuern für die Jahre 88–84 v. Chr. zahlen. Darüber hinaus mussten die kleinasiatischen Städte die Kosten für den Krieg und die Reorganisation der Provinz übernehmen, die mit 20.000 Talenten veranschlagt wurden. So massiv Sulla die griechischen Städte strafte, die am Krieg gegen Rom teilgenommen hatten, so großzügig wurden die loyalen Städte belohnt. Ilion, Chios und Gemeinden in Lykien sowie Rhodos wurden mit erheblichen Privilegien bedacht.
Nach der Neuordnung Kleinasiens zog Sulla gegen Fimbria und traf ihn bei Thyateira. Sulla forderte ihn auf, ihm sein Heer zu übergeben, da er sein Kommando nicht rechtmäßig innehabe. Als Fimbria im Gegenzug die Legalität der Befehlsgewalt Sullas in Zweifel zog, ließ Sulla die Belagerung von Thyateira vorbereiten. Die Größe seines Heeres und sein Ansehen veranlassten die Soldaten Fimbrias, in Sullas Lager überzulaufen. Fimbria, der seine Soldaten nicht mehr zur Treue anhalten konnte und dessen Mordversuch an Sulla scheiterte, floh nach Pergamon, wo er Selbstmord beging.

### Der Zweite Marsch auf Rom

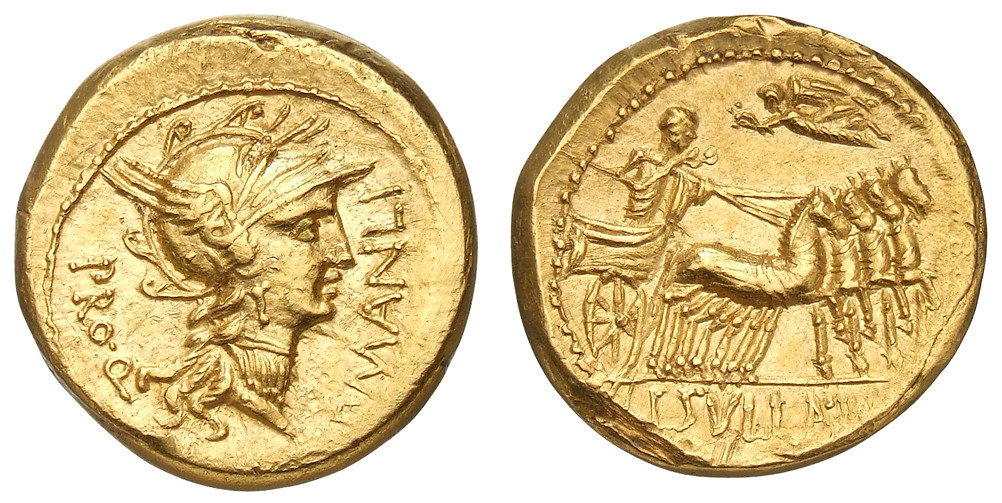
Goldmünze (Aureus), die Lucius Manlius Torquatus 82 v. Chr. für Sulla auf dessen Feldzug prägen ließ und die auf der Vorderseite die Göttin Roma, auf der Rückseite Sulla selbst als Triumphator auf der Quadriga zeigt

Nach dem Friedensschluss von Dardanos und seinem Sieg über das populare Heer des Fimbria, aber auch dank des Besitzes großer Geldsummen und Ressourcen, welche die Loyalität des Heeres zum Feldherrn sicherten, war es Sulla nunmehr möglich, sich mit dem innenpolitischen Gegner auseinanderzusetzen.
Laut Appian hatte das Heer, mit dem Sulla sich Anfang 83 v. Chr. auf angeblich 1.600 Kriegsschiffen nach Brundisium einschiffen ließ, eine Stärke von 40.000 Mann. Die gegnerischen Befehlshaber, der Prokonsul Papirius Carbo sowie die amtierenden Konsuln des Jahres 83 v. Chr., Gaius Norbanus und Lucius Cornelius Scipio Asiaticus, leisteten mit ihren Streitkräften mit 100.000 Soldaten bei der Landung Sullas keinen Widerstand. Damit vergaben sie die Möglichkeit, den Invasoren schon in Kalabrien, Apulien und Lukanien entgegenzutreten und noch während deren Formierung in Sullas Angriffsverbände hineinzustoßen. Viele Soldaten liefen zu Sullas Heer über. Einen Heeresverband aus Africa bot Marcus Licinius Crassus auf, der spätere Triumvir und reichste Mann Roms, und auch Gaius Verres, Gnaeus Pompeius Magnus sowie Lucius Sergius Catilina schlossen sich der Sache Sullas an. Selbst ehemalige Gegner suchten ihr Heil im Überlaufen, so Publius Cornelius Cethegus, der Konsular Lucius Marcius Philippus und der Ritter Quintus Lucretius Ofella.
In Rom organisierten die Konsuln des Jahres 83 v. Chr., Lucius Cornelius Scipio Asiaticus und Gaius Norbanus, den Abwehrkampf gegen Sulla. Zum ersten größeren Gefecht kam es im Frühjahr 83 v. Chr. beim Berg Tifata nördlich von Capua. In der folgenden Schlacht unterlag Norbanus und musste sich mit den Resten seines Heeres nach Capua zurückziehen. Auch von anderen Fronten wurden Sulla günstige Nachrichten gemeldet. Pompeius hatte in Picenum seine Truppen verstärken und in mehreren Schlachten populare Heere schlagen können, darunter das Heer des Carbo bei Ariminum, das eine zentrale Stellung in der Gallia cisalpina besetzt hatte. Indes verlor Scipio sein Heer durch Desertation, und Crassus konnte im Stammesgebiet der Marser Rekrutierungen für Sullas Heer durchführen. Neben dem Mangel an Soldaten stand die populare Führung vor finanziellen Problemen, da die lange Kriegsperiode die Staatskassen geleert hatte und nunmehr die Tempelschätze zur Finanzierung des Krieges herangezogen werden mussten.
Im Jahr 82 v. Chr. wurden Carbo und Gaius Marius der Jüngere zu Konsuln gewählt, da man sich von ihnen neue Akzente in den Kämpfen gegen Sulla erhoffte. Der jüngere Marius trat Sulla bei Sacriportus gegenüber und wurde in der folgenden Schlacht in der Nähe von Signia geschlagen und nach Praeneste zurückgedrängt. Mit der Blockade der Stadt wurde Quintus Lucretius Ofella beauftragt, die Kämpfe breiteten sich vor allem in Etrurien bis nach Gallien aus. In zahlreichen weiteren Gefechten konnten sich die sullanischen Befehlshaber Crassus, Metellus und Pompeius durchsetzen. Nach ihren Niederlagen gaben Carbo und Norbanus auf und flohen, Carbo nach Africa und Norbanos nach Rhodos. Die führerlos gewordenen Verbände lösten sich auf oder wurden von Pompeius vernichtet.
Die Samniten und Lukaner, Verbündete der Popularen, erkannten, dass sie nun ernsthaft gefährdet waren. Sie marschierten von ihrer Stellung in Praeneste aus nach Rom und bezogen in der Nähe der Porta Collina ein Lager. Sulla, der die feindlichen Bewegungen beobachtete, zog nach Rom und trat ihnen an der Porta Collina entgegen. In erbitterten Kämpfen brach der linke Flügel unter der Führung Sullas ein, und es blieb Sullas einziger Erfolg, die demoralisierten Truppen im Lager zu sammeln. Hingegen konnte der rechte Flügel unter Crassus einen vollständigen Sieg erringen und die Samniten und Lukanier bis nach Antemnae zurückwerfen.
Aufgrund von Sullas militärischer Überlegenheit kamen die versammelten Senatoren nicht umhin, ihn in seinem prokonsularischen Amt zu bestätigen. Zugleich wurden alle Beschlüsse Sullas im Osten und alle seine Maßnahmen gegen innenpolitische Gegner gebilligt. Am 3. November wurden auf dem Marsfeld in Rom mehrere Tausend Samniten eingeschlossen und mit Speerwürfen getötet. Die Abschlachtung der Gegner auf dem sakralen Grund des Marsfeldes könnte religiös motiviert und somit als Menschenopfer gedacht gewesen sein, das erst wenige Jahre zuvor offiziell verboten worden war. Wenige Jahre zuvor hatte Marius innenpolitische Gegner rituell töten lassen, später sollten Caesar und Augustus dies in Bürgerkriegssituationen wiederholen. Nach dem Sieg Sullas an der Porta Collina war Praeneste als letzte Basis der Popularen unter dem Befehl des jüngeren Marius nicht mehr zu halten. Marius selbst wählte nach einem gescheiterten Fluchtversuch den Freitod. Die Eingeschlossenen in Praeneste, die schließlich kapitulierten, wurden meist umgebracht, die Stadt geplündert.

## Diktatur

### Errichtung der Diktatur
Durch den Tod der beiden Konsuln Gaius Marius des Jüngeren und Gnaeus Papirius Carbo im Jahr 82 v. Chr. war der Staat seiner Führung beraubt. Als ordnendes Organ gab es für diesen Fall das Amt des Interrex („Zwischenkönig“), in dessen Verantwortung es lag, schnellstmöglich Konsulatswahlen durchzuführen. Für Sulla war es entscheidend, dass der gewählte Interrex seine Interessen vollständig bedienen würde. In der Senatssitzung vom 5. November verhalf Sulla aus diesem Grund Lucius Valerius Flaccus zum Amt des Interrex. In einem Brief, der einzig von Appian überliefert ist, teilte Sulla dem Interrex Flaccus mit, dass derjenige, der gewählt werden würde, solange im Amt bleiben dürfe, bis die Verhältnisse in Rom und Italien neu geordnet seien. Zum Ende des Briefes erklärte Sulla sich bereit, dieses wichtige Amt zu übernehmen.
Während dieser Vorgänge hielt Sulla sich außerhalb Roms auf, um den Schein aufrechtzuerhalten, das Volk wähle die Diktatur freiwillig. Der Interrex war schon aufgrund des vorübergehenden Charakters seines Amtes nicht dazu befähigt, eine politische Ausnahmegewalt ohne zeitliche Begrenzung zu schaffen. Deshalb brachte der Interrex vor der Volksversammlung mit der lex Valeria ein Gesetz zur Einrichtung der Diktatur ein. Nach der Annahme des Gesetzes durch die Volksversammlung wurde Sulla von dem Interrex Lucius Valerius Flaccus zum dictator ernannt. Die lex Valeria regelte Kompetenz und Dauer des Amtes. Hinsichtlich der Kompetenz überliefert Appian das, was im Lateinischen als legibus scribundis et rei publicae constituendae („Gesetze zu geben und den Staat zu ordnen“) bekannt ist, hinsichtlich der Dauer der Diktatur, dass sie zeitlich unbeschränkt war.
Kritik an dieser nicht mit altem römischen Recht zu vereinbarenden Amtsbefugnis strafte Sulla selbst in der eigenen Familie hart. So zwang er 82 v. Chr. seine jungverheiratete und schwangere Stieftochter Aemilia zur Scheidung, weil ihr Ehemann Manius Acilius Glabrio sich kritisch über seine Politik geäußert hatte, und verheiratete sie mit seinem Protegé Pompeius.

### Legitimität der Diktatur
Sulla hat sein zukünftiges Handeln vor und während seiner Diktatur durch unvergleichliche Ehrungen zu legitimieren versucht. Dazu zählt die Verleihung des Cognomens Felix an Sulla. Umstritten ist die genaue Datierung der Verleihung: Appian überliefert, Sulla habe den Beinamen noch vor seiner Ernennung zum Diktator erhalten; nach Plutarch dagegen soll sich Sulla diesen Beinamen als Diktator per Edikt zugelegt haben. Mit dem Cognomen Felix wollte Sulla seine Diktatur mehr als die logische Konsequenz göttlichen Willens verstanden wissen und weniger als das Resultat eines planmäßig darauf gerichteten Handelns. Da ihm von den Göttern die felicitas gegeben wurde, sollte er imstande sein, das Gemeinwesen zu retten und den Staat zu festigen. Weiterhin konnte er durch diesen Beinamen nicht nur auf zurückliegende militärische, sondern auch auf noch zu erbringende innenpolitische Leistungen anspielen, die infolge seines „Glücks“ absehbar wurden. Als Schutzgöttin Roms wurde Felicitas wegen ihrer Verantwortung für die Größe und Sicherheit der res publica seit der Königszeit verehrt. Diese Selbsteinschätzung als Günstling des göttlichen Glücks hatte sich auch in der Namensgebung seiner vor 86 v. Chr. geborenen Zwillinge aus vierter Ehe niedergeschlagen, deren Beinamen Fausta und Faustus ebenfalls „glücklich“ bedeuten.
Als weitere Ehrung ließ Sulla eine goldene Reiterstatue auf dem Forum aufstellen; diese Auszeichnung wurde auch auf Münzbildern verbreitet. Jene Statue wurde in der Nähe der Standbilder des Diktators Marcus Furius Camillus und des Samnitensiegers im 4. Jahrhundert v. Chr., Quintus Marcius Tremulus, errichtet. Formal wurde diese Ehrung mit dem Sieg über die Samniten vor der Porta Collina begründet, wobei Material, Gestus und der traditionsreiche Standort der Statue Sullas Führungsanspruch unterstreichen sollten.
Ende Januar des Jahres 81 v. Chr. feierte Sulla einen Triumphzug über Mithridates VI., der zugleich als Triumph über die im Bürgerkrieg besiegten Gegner verstanden werden konnte – ein bis dahin einmaliger Vorgang, wurde der kultisch gebundene und durch Rituale geprägte Triumph doch nur für einen Sieg in einem gerechten Krieg, einem bellum iustum, gewährt. Der Triumph war ebenso wie die anderen Ehrungen Teil von Sullas propagandistischem Konzept, da Mithridates in der Schlacht weder überwunden noch im Triumph mitgeführt wurde. Mit dem Triumph wurde dem römischen Volk allerdings suggeriert, dass das Abkommen mit dem pontischen Herrscher einem Sieg gleichzusetzen war.
Durch den Triumph wurde Sulla vom Volk als „Retter und Vater“ gepriesen.
Auch lenkte der Triumph von den laufenden Proskriptionen ab und präsentierte der Bevölkerung die reiche Beute des Krieges. Trotz aller Ehrungen wusste Sulla allerdings, dass das römische Volk, die plebs urbana, wankelmütig war und keineswegs hinter seiner Politik stehen würde. Er erinnerte sich, welchen Nutzen er in früherer Zeit aus der Durchführung der ludi Apollinares gezogen hatte. Damals hatte Sulla großzügig die Spiele gefeiert, um Prätor zu werden. So setzte er auch jetzt die Spiele für seine Zwecke ein und ließ die ludi victoriae Sullanae abhalten, die, was ein Novum war, nicht nur einmal, sondern in Zukunft jährlich in der Zeit vom 26. Oktober bis zum 1. November gefeiert werden sollten. Um das römische Volk zu begeistern, wurden diese Spiele besonders aufwändig zelebriert und Sulla soll sich außerordentlich spendabel gezeigt haben. Er ließ Speisen und Getränke im Überfluss heranschaffen, so dass man später die Überreste in den Tiber werfen musste. Sulla wollte mit diesen Spielen gleichermaßen an seine Siege über die Italiker und Mithridates VI. erinnern.

### Proskriptionen

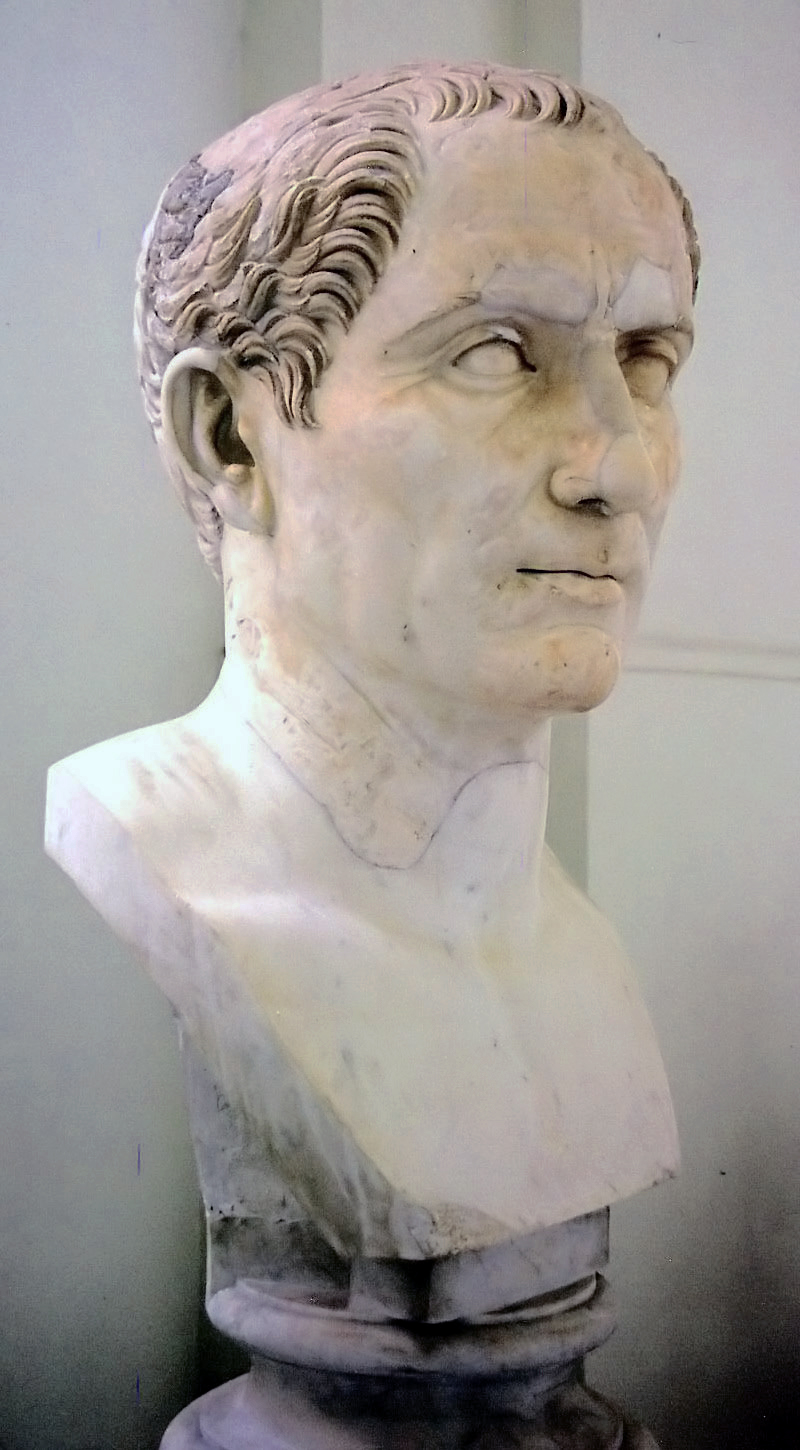
Der spätere Diktator Caesar war als Verwandter des Marius von den Proskriptionen betroffen und wurde erst durch die Vermittlung der Vestalinnen und der Freunde Sullas begnadigt. Später distanzierte er sich mit seiner Politik der clementia deutlich von der Politik Sullas.

Bereits vor seiner Ernennung zum Diktator hatte Sulla die Proskriptionen eingeleitet. Die rechtliche Grundlage der Proskriptionen wurde mit der lex Valeria, die auch die Ernennung Sullas zum Diktator regelte, nachträglich geschaffen. Sie enthielt sowohl die Billigung der bereits erfolgten Proskriptionen als auch die Ermächtigung zur Weiterführung der Massentötung politischer Gegner.
Als eine seiner ersten Amtshandlungen als Diktator brachte Sulla Ende Dezember ein Gesetz ein, das die Rechtsfolgen der Proskriptionen im Einzelnen regeln sollte. Inhaltlich bestimmte das Gesetz, dass die Proskribierten von jedermann getötet werden durften. Auf den Kopf eines Proskribierten wurde eine Belohnung von 12.000 Denaren ausgesetzt. Die Hilfeleistung an einen Proskribierten stand unter Todesstrafe.
Die Proskriptionen endeten am 1. Juni 81 v. Chr. Die Zahl der Getöteten beziffert die Überlieferung auf 4.700 römische Bürger. Die listenmäßige Erfassung bot keine Rechtssicherheit, da die Listen nicht kontrolliert und somit beliebig ergänzt wurden. Auch manche Personen, die einem Raubmord zum Opfer gefallen waren, wurden nachträglich auf die Liste gesetzt.
Den verstorbenen Marius sah Sulla als Hauptverantwortlichen für die ihm widerfahrene Demütigung an. Das Grab des Marius wurde geschändet und seine sterblichen Überreste in den Anio geworfen. Die Siegesmonumente des Marius ließ Sulla abreißen. Auch der spätere Diktator Caesar wurde von Sulla verfolgt und erst durch die Vermittlungsversuche der Vestalinnen und der Freunde Sullas begnadigt. Die Verfolgung der politischen Gegner beschränkte sich indes nicht nur auf ihre Person, vielmehr machte Sullas Rache auch nicht vor den Kindern und Enkeln der Geächteten halt, welche die politischen Privilegien ihres Standes verloren; die gesamte Familie sollte aus dem politischen Leben ausgelöscht werden.
Die Proskriptionen Sullas veränderten auch die Eigentumsverhältnisse. Die Güter der getöteten Proskribierten und Feinde Sullas wurden verkauft. Bei den Versteigerungen kam so viel Land unter den Hammer, dass die Preise ins Bodenlose fielen. Dadurch konnten Sullas Anhänger große Vermögenswerte und riesigen Landbesitz anhäufen. Einer der erfolgreichsten war Marcus Licinius Crassus, der durch die Proskriptionen zum reichsten Römer aufstieg. Auch Chrysogonos, ein Freigelassener Sullas, bereicherte sich erheblich. Er konnte etwa die Güter des Sextus Roscius für den dreitausendsten Teil ihres Wertes erwerben. Wie aus der Verteidigungsrede des jungen Redners Marcus Tullius Cicero für Sextus Roscius hervorgeht, war auch in diesem Fall allein die Geldgier des Chrysogonos für Mord und Enteignung verantwortlich. Plutarch urteilte: „Und die aus Hass und Feindschaft umgebracht wurden, waren nur eine verschwindende Minderzahl, verglichen mit denen, die wegen Geldes ermordet wurden; ja, die Mörder unterstanden sich, zu sagen, dem einen habe sein großes Haus den Tod bereitet, dem sein Garten, einem anderen seine heißen Bäder.“ Insgesamt gelangten durch die Versteigerungen 350 Millionen Sesterzen in die Staatskasse.

### Verfassungswerk

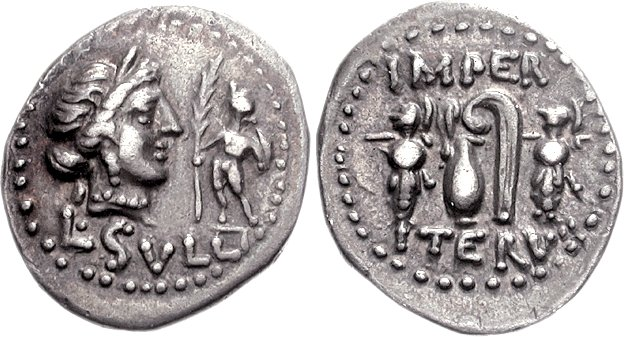
Denarius des Sulla aus der Münzstätte seines Heeres, aus den Jahren 84–83. Legende: L. Sulla Imperator Iterum. Die Vorderseite zeigt den Kopf der Venus, die Sulla im Krieg gegen Mithridates beigestanden haben soll, und Cupido mit Palmzweig. Auf der Rückseite Trophäen der Schlachten von Chaeronea 86 und Orchomenos 85, dazu Priestergeräte, die den Herrschaftsanspruch Sullas betonen sollten.

Sullas Gesetzeswerk war auf die Stärkung des Senats, die Schwächung aller anderen Institutionen und schließlich die flächendeckende Absicherung des Systems gerichtet. Es sollte die gracchischen Reformversuche zurücknehmen.
Sulla übergab die Gerichtshöfe für Straftatbestände den Senatoren und schuf sieben neue quaestiones, die als ständige Gerichtshöfe tagen sollten. Er wandte sich strikt gegen jede Form der von Gaius Gracchus eingeleiteten Politisierung des Ritterstandes, die das Ziel verfolgt hatte, einen mit dem Senat rivalisierenden Stand aufzubauen. Vielmehr wollte Sulla loyale Angehörige des Ritterstandes in die Führungsschicht integrieren, indem er diese relativ großzügig in den Senat aufnahm.
Die Schwächung des Senats infolge der im Bürgerkrieg und durch die Proskriptionen erlittenen Verluste, die im Widerspruch zu der tragenden Rolle stand, die dem Senat in Sullas Verfassungsentwurf zugedacht war, versuchte er durch eine Erhöhung der Anzahl der Senatoren von 300 auf 600 auszugleichen. Die Vergrößerung des Senates war auch notwendig, um genügend Senatoren für die Besetzung der Gerichtshöfe verfügbar zu haben. Nach der personellen Vergrößerung des Senates bestand das Gremium zu fast drei Vierteln aus politischen Neulingen, deren Familien nicht traditionell zu den führenden der Republik gehörten. Die Änderungen Sullas waren eine epochale Umwälzung in der personalen Struktur des Senats, wie es bisher nicht vorgekommen war.
Sulla veränderte auch die Modalitäten der Aufnahme in den Senat. Bisher hatten die Zensoren anhand des Lebenswandels und der Vermögenslage über die Aufnahme in den Senat entschieden und konnten dank der nota censoria („Rüge der Zensoren“) auch jemanden wieder aus dem Gremium entfernen. Da dieses Verfahren jedoch ein äußerst subjektives Vorgehen war, bestimmte Sulla, dass der Zugang zum Senat automatisch erlaubt werden sollte, wenn der Kandidat die Quästur bekleidete. Gleichzeitig erhöhte er die Zahl der Quästoren von etwa 10 auf 20. Da die Zensoren damit fast aller Kompetenzen beraubt waren, wurden in der Zeit von 86 bis 70 v. Chr. keine Amtsträger mehr ernannt.
Sulla maß dem Konsulat eine wichtige Rolle zu. In seinem Verfassungswerk legte er die Ämterlaufbahn Quästur – Prätur – Konsulat verbindlich fest. Denn die Kandidaten hatten häufig versucht, die Prätur zu überspringen, um das Konsulat schnellstmöglich zu erreichen und der unbeliebten Prätur aus dem Weg zu gehen, für die eine Vielzahl von Spruchformeln und Gesetzen zu beherrschen war. Ein Überspringen der Prätur war nun nicht mehr möglich. Dafür wurde die Anzahl der jährlichen Amtsinhaber der Quästur und Prätur erhöht. Ferner legte Sulla das Mindestalter für die Ämter verbindlich fest. Die Quästur als Eingangsamt konnte ab dem vollendeten 30. Lebensjahr besetzt werden, die Prätur ab dem 40. und das Konsulat ab dem 43. Lebensjahr. Eine Wiederbewerbung um das Amt des Konsuls (Iteration) war erst nach 10 Jahren möglich. Das erste Opfer dieser neuen Regelung war Quintus Lucretius Ofella. Dieser hatte sich militärisch bei der Belagerung von Praeneste verdient gemacht und bewarb sich für das Konsulat, obwohl er weder die Quästur noch die Prätur bekleidet hatte. Als Ofella Sullas Veto nicht akzeptieren wollte, ließ der Diktator ihn töten.
In der Provinzialverwaltung legte Sulla verbindlich fest, dass die beiden Konsuln und die nun auf acht Stellen vermehrten Prätoren ihren einjährigen Dienst in der Hauptstadt versahen und im Anschluss als Prokonsuln bzw. Proprätoren eine Statthalterschaft übernahmen. Die Proprätoren wurden dabei für ein Jahr mit der Statthalterschaft einer der kleineren Provinzen beauftragt. Sulla wollte einen Machtmissbrauch der Statthalter verhindern. Der Senat regelte daher die Verteilung der Provinzen. Die Statthalter mussten binnen 30 Tagen nach Eintreffen des Nachfolgers die Provinz verlassen. Ein Überschreiten der Provinzgrenzen und damit eine nicht vom Senat gebilligte Kriegsführung war ihnen ebenso verboten wie ein irreguläres Verlassen des Aufgabenbereiches.
Mit der Stärkung des Senats schränkte Sulla zugleich die Kompetenzen des Volkstribunats stark ein. Ab sofort verhinderte die Übernahme der Position des Volkstribuns einen weiteren Aufstieg im System der Magistraturen, und die Volkstribunen mussten jeden Gesetzesantrag, den sie der Volksversammlung vorlegen wollten, vom Senat bestätigen lassen. Auch konnten die Volkstribunen nicht mehr gegen jede staatliche Maßnahme ihr Veto einlegen, sondern nur noch dann, wenn ein Bürger Unterstützung gegen die Anordnung eines Magistraten brauchte. Durch diese Maßnahmen wurde das Volkstribunat wieder auf die Basis der direkten Hilfeleistung für die Mitbürger beschränkt, wie es zu Beginn der Ständekämpfe im 5. Jahrhundert v. Chr. der Fall war. Die Regelung sollte verhindern, dass politisch ehrgeizige und talentierte Bewerber das Volkstribunat als Plattform ihrer weiteren Politik nutzen konnten. Nur sein – stark von einer optimatischen Einstellung geprägter – Respekt vor den Institutionen der res publica und seine Angst vor Ausschreitungen der stadtrömischen Bevölkerung hinderten Sulla wohl an einer kompletten Abschaffung des Amtes.
Obwohl Sulla als Diktator dictator legibus scribundis et rei publicae constituendae (Diktator für die Abfassung von Gesetzen und die Neuordnung des Staates) angetreten war, ließ er entsprechend der römischen Verfassung die Comitia centuriata über alle seine Leges Corneliae abstimmen. Doch war nach der radikalen Ausschaltung der politischen Gegner Widerstand gegen Sullas Gesetzesinitiativen kaum zu erwarten.

### Konstituierung der Ordnung
Sulla traf zahlreiche Maßnahmen, um sein Reformwerk abzusichern. Er brachte viele politische Freunde in einflussreiche Positionen. Vor allem durch eine gezielte Heiratspolitik beabsichtigte Sulla, ganze Familien und ihre Macht an seine eigene Person zu binden. Diese Personen wurden wegen ihrer engen Bindung zum Diktator auch Sullani genannt.
Die militärische und soziale Absicherung sollte durch Veteranensiedlungen erfolgen. Nach Appian wurden 23 Legionen mit Land versorgt. Durch die Veteranensiedlungen wurden Sullas Soldaten für ihre Taten belohnt. Sulla verzichtete dabei weitgehend auf Koloniegründungen, da er seine Soldaten in jenen italischen Städten ansiedelte, die ihn bei seinem Eroberungszug bekämpft hatten. Die Soldaten wurden mit dem Land und den Häusern der Gegner Sullas versorgt, die vertrieben, enteignet oder getötet worden waren. Das Land wurde den Veteranen wohl nicht als Privateigentum (ager privatus optimo iure) übergeben, sondern es besaß vermutlich den Rechtsstatus des ager publicus und unterlag somit einem Verkaufsverbot.
Um das System weiter zu stützen, verlieh Sulla über 10.000 jungen Sklaven der Proskribierten das Bürgerrecht. Sie trugen fortan seinen Namen und waren als Cornelii bekannt. Damit verfügte Sulla über zahlreiche Gefolgsleute unter der freien Bevölkerung.

### Abdankung und Tod
Am Anfang des Jahres 79 v. Chr. legte Sulla vor der römischen Volksversammlung die Diktatur nieder. Er teilte seinen Entschluss dem versammelten Volk mit und erklärte sich bereit, Rechenschaft abzulegen. Über die konkreten Gründe der Ämterniederlegung wurden in der Forschung unterschiedliche Überlegungen angestellt. In Betracht kommen politische, persönliche und religiös-spirituelle Motive. Zum einen wird angenommen, Sullas Rücktritt sei im Einklang mit der Verfassungstradition erfolgt, weil er seinen Auftrag, die Restauration der Verfassung, als erfolgreich abgeschlossen ansah. Auch Karl Christ nimmt an, Sulla wollte durch seine Abdankung den negativen Präzedenzfall einer allzu langen Diktatur vermeiden. Darüber hinaus argumentiert er, die langen Jahre des Bürgerkrieges und die anschließenden innenpolitischen Querelen haben auch angesichts seines hohen Alters eine Politikverdrossenheit Sullas bewirkt, so dass er sich dem Landleben zuwandte. Laut Plutarch soll ihm einst ein Chaldäer vorausgesagt haben, er müsse nach einem ruhmvollen Leben auf dem Gipfel des Glücks sterben, woraus Sulla nach Hans Volkmann die Mahnung herausgehört habe, sein Werk so rasch wie möglich zu beenden, wenn er noch Tage der Ruhe haben wolle.
Nach der Abdankung verließ Sulla gemeinsam mit seiner fünften Ehefrau Valeria Rom, um auf seinem Besitz am Posillipo bei Puteoli noch einmal zu der freizügigen Lebensweise der Anfangsjahre zurückzukehren. Neben der Jagd und dem Fischfang verfasste er dort in 22 Büchern seine Memoiren, die nicht erhalten sind, aber von späteren Autoren als Quelle genutzt wurden. Daneben beendete er die Auseinandersetzungen in Puteoli zwischen den Altbürgern und den dort angesiedelten Veteranen, indem er der Stadt eine neue Verfassung gab. Im Jahr 78 v. Chr. starb Sulla an der Folge eines Blutsturzes, angeblich aufgrund seines Konflikts mit Granius, dem Duumvir von Puteoli. Auf Initiative des Konsuls Quintus Lutatius Catulus und des Pompeius wurde vom Senat das erste Staatsbegräbnis der späten Römischen Republik beschlossen. Sein Begräbnis diente nach Karl Christ teilweise als Vorbild für die späteren Beisetzungen Caesars und der römischen Principes.

## Wirkung
Bereits acht Jahre nach seinem Tod wurden wichtige Gesetze Sullas wieder zurückgenommen. So wurde die Gesetzesinitiative der Volkstribune in vollem Umfang wiederhergestellt. Das Volkstribunat, das seit den Gracchen vielfach Auslöser sozial motivierter Gewalt gewesen war und sich seitdem zu einem Machtinstrument popularer Politiker entwickelt hatte, stellte somit wieder eine Opposition zum Senat dar. Die ausschließliche Bestellung der Gerichtshöfe mit Senatoren wurde aufgehoben. Ebenfalls wurde die Censur wiederhergestellt, wodurch Umstrukturierungen der Senatorenschicht ermöglicht wurden. Das drängende innenpolitische Problem der Veteranenversorgung löste Sulla zwar zu seinen Gunsten, schuf allerdings keine dauerhafte Regelung; denn das eingebrachte Verkaufsverbot, das den Zweck verfolgte, die Nutznießer der sullanischen Ordnung auf Dauer abzusichern, schlug fehl. Viele Veteranen gerieten in Schulden und fanden Mittel und Wege, das zugewiesene Land wieder zu veräußern.
Sullas Reform der senatorischen Ämterlaufbahn hatte in größeren Teilen Bestand. Die Quästur blieb als Eintritt zum Senat ebenso verbindlich wie die an die beiden höchsten Ämter gekoppelte Statthalterschaft. Augustus nahm nur wenige Veränderungen an der von Sulla überkommenen Senatsordnung vor, und er reduzierte die Anzahl der Senatoren wieder auf 600, nachdem Caesar sie kurzfristig auf 900 erhöht hatte. Sullas systematische Ordnung der Strafrechtspflege und einzelne seiner Gesetze wirkten bis weit in die Kaiserzeit.

### Antikes Bild Sullas
Das Bild Sullas in der Antike wurde durch seine Memoiren geprägt, die mit ihrer Selbstdarstellung und Rechtfertigung bis in das 2. Jahrhundert n. Chr. hinein wirkten. Allerdings verstärkte die von Caesar initiierte neue Aktivierung der Marianer alte antisullanische Tendenzen. Diese gegensätzlichen Positionen spiegeln sich in den antiken Quellen insofern, als bis zu Sullas Sieg an der Porta Collina positive Elemente und Leistungen durchaus anerkannt werden, danach aber der Diktator als die klassische Verkörperung der crudelitas (Grausamkeit) eines Tyrannen diskreditiert wurde.
Die lateinisch schreibenden Historiker bieten kein umfassendes und geschlossenes Sullabild. Die beiden Hauptquellen über die sullanische Epoche sind die griechischsprachigen Werke von Appian und Plutarch. Sulla wird bei Plutarch in den Parallelbiographien, in der die moralischen und sittlichen Kriterien klassischer und griechischer Philosophie überwiegen, vielfach als typischer griechischer Tyrann angesehen, wobei seine Tapferkeit und Kriegskunst positiv gewürdigt werden. Durchweg günstig ist hingegen die Darstellung Sullas bei Appian, der sich aus Überzeugung mit Prinzipat und Imperium identifizierte.
In der Forschung ist Ciceros Verhältnis zu Sulla häufig diskutiert worden. Eine Gruppe sah ihn als Parteigänger, während andere ihn als neutralen Beobachter erkannten. Cicero lehnte einerseits die absolute Machtstellung eines Einzelnen entschieden ab, da sie zwangsläufig zu ihrem Missbrauch führen müsse, andererseits erkannte er an, dass Sullas Diktatur als Mittel zur Neuordnung und Rettung der res publica unvermeidlich war. Als 49 v. Chr. der neue Bürgerkrieg ausbrach, war die Erinnerung an Sulla wieder präsent. Der Konsul Lucius Cornelius Lentulus Crus rühmte sich, ein anderer Sulla zu werden, die Wortbildung sullaturire – „den Sulla nachahmen“ – wurde ein üblicher Ausdruck.
Caesar distanzierte sich von der Politik Sullas. So bezeichnete er Sulla wegen der Niederlegung der Diktatur als politischen Analphabeten. Er stellte auch dessen Politik seine Milde, die sprichwörtliche clementia Caesaris, gegenüber, mit der er sich von der Grausamkeit Sullas distanzierte. Doch Caesars Politik der Milde bewährte sich nicht. Die Triumvirn Marcus Aemilius Lepidus, Marcus Antonius und Octavian griffen mit den Proskriptionen erneut auf Sullas Methoden zurück und begründeten ihr Vorgehen mit den Folgen von Caesars großzügiger Politik der clementia. Im späteren Prinzipat des Augustus wurde die Feindschaft zwischen Optimaten und Popularen aufgelöst.
Strabon, der drei Generationen später durch die Landschaften Samniums wanderte, hielt fest, was der sullanische Kreuzzug diesem Land angetan hatte: „Sulla ruhte nicht eher, bis er alle, die den Namen Samniten führten, ermordet oder aus Italien vertrieben hatte; denen aber, die einen so weit getriebenen Zorn tadelten, sagte er, er habe sich durch die Erfahrung überzeugt, dass auch nicht ein Römer jemals Frieden haben werde, solange die Samniten als ein selbständiges Volk weiterbestünden“. Für Strabon war dieses Ziel so konsequent erreicht worden, dass er keiner einzigen der noch verbliebenen Ortschaften Samniums den Namen „Stadt“ zubilligen wollte. Der Philosoph Seneca zog Sulla in seinen Abhandlungen über die Milde des Herrschers als abschreckendes Beispiel heran und bezeichnete ihn wegen seiner Massentötungen als Tyrannen. Plutarch warf Sulla vor, sich selbst zum Diktator ernannt und somit einen Verfassungsbruch begangen zu haben.
Unter bzw. durch Octavian, Galba, Vitellius, Vespasian, Septimius Severus, und besonders in der Zeit der Soldatenkaiser und in der Spätantike kam es zu neuen Märschen auf Rom. Offen bekannte sich jedoch nur Septimius Severus im Jahre 197 n. Chr. zu Sullas Politik der Härte und Gewalt. Sein Sohn Caracalla, der diese Überzeugung teilte, ließ Sullas Grabmal erneuern. Im 5. Jahrhundert rechtfertigte Augustinus von Hippo den militärischen Untergang des christianisierten Reiches und wies in diesem Zusammenhang darauf hin, dass die Proskriptionen Sullas das gegenwärtige Morden der Gallier und Goten übertroffen hätten.

### Forschungsgeschichte
In der Forschung wurden zwar eine Vielzahl von Spezialstudien vorgelegt, jedoch nur wenige zusammenfassende Biographien. Eine Bewertung Sullas fand daher in erster Linie in den allgemeinen Darstellungen der römischen Geschichte statt.
Theodor Mommsen war fasziniert von Sulla, der konsequent für die Sache seines Standes handelte und dabei nicht dem individuellen Machtgenuss verfiel. Mommsens Urteil über Sulla war dementsprechend in seiner Römischen Geschichte Mitte des 19. Jahrhunderts schon zu Beginn positiv. Er rühmte Sulla als „adligsten und tapfersten Offizier“. Mommsen unterschied seine Diktatur konsequent von der bisherigen Form der Diktatur und urteilte abschließend: „In der Tat ist Sulla eine von den wunderbarsten, man darf vielleicht sagen eine einzige Erscheinung in der Geschichte.“ Leopold von Ranke hingegen würdigte in seiner Weltgeschichte Marius im höheren Maße als Sulla und sah Letzteren als ersten Monarchen im republikanischen Rom an.
In den 1930er Jahren erschienen Publikationen in besonderer Häufigkeit und mit sehr unterschiedlichen Wertungen. Jérôme Carcopino vertrat 1931 in seinem Werk Sylla ou la monarchie manquée die Auffassung, dass Sulla von Anfang an eine Militärmonarchie angestrebt habe. Die Niederlegung der Diktatur sei in einer neuen innenpolitischen Krise, besonders unter dem Druck der Konsuln Appius Claudius Pulcher und Publius Servilius Vatia, aber auch des Pompeius und einer Senatorengruppe erzwungen worden. Helmut Berve versuchte 1931, Sullas Wesen und Bedeutung der Kaste stadtrömischer Aristokraten aufzuzeigen. Er entwarf sein Sulla-Bild in bewusster Auseinandersetzung mit Theodor Mommsen und zog ein negatives Fazit: „In der kalten Unpersönlichkeit und starren Monumentalität seines Wirkens, in seiner standesgemäßen und politischen Befangenheit erscheint er als der letzte Altrömer.“ Dagegen gab Hugh Last 1932 in der Handbuch-Reihe Cambridge Ancient History eine Schilderung der Ereignisgeschichte in enger Anlehnung an die Darstellungen Appians und Plutarchs. Last rühmte einerseits die gesellschaftliche Brillanz des Lebemannes, verschwieg andererseits jedoch auch dessen Verachtung aller menschlichen Werte nicht.
Während des Nationalsozialismus wurde Sulla von Wilhelm Weber in der Neuen Propyläen-Weltgeschichte mit Wörtern wie „Rasse“, „Blut“, und „Lebensraum“ in die nationalsozialistische Ideologie eingeordnet.
Im englischsprachigen Raum trat seit den 1950er Jahren besonders Ernst Badian mit mehreren Spezialuntersuchungen hervor, in denen er vor allem prosopographische und chronologische Fragen behandelte. Badian wies darauf hin, dass die römische Innenpolitik ohnehin lediglich in Umrissen bekannt sei.  Alfred Heuß stellte in den 1960er Jahren nüchterne verfassungsrechtliche Aspekte in den Mittelpunkt seiner Darstellungen. Seinem Schüler Jochen Bleicken zufolge unterzog Sulla die Verfassung der Römischen Republik einer gründlichen Analyse. Unter Zuhilfenahme „eine[r] völlig neue[n] Form von Diktatur“ setzte er zur Beseitigung von Verfassungsmissständen an. Im Geschichtsbild der Deutschen Demokratischen Republik kam der Person Sullas nur geringes Interesse zu, da der Spartacusaufstand die Bedeutung der senatorischen Restauration unter Sulla überschattete. Im französischsprachigen Raum wurden die wichtigsten Arbeiten von François Hinard in den 1980er Jahren veröffentlicht. Hinard verfasste eine Biographie Sullas und beschrieb die Eigenart von seiner Diktatur durch Vergleiche auch mit modernen Diktaturen.
Der Althistoriker Karl Christ (2002) wandte sich in seiner Monographie gegen eine einseitige typologische Klassifizierung (der „letzte Altrömer“, „Monarch“, „Revolutionär“ „restaurativer Reformer“ oder „Restaurationsterrorist“) Sullas. Christ setzte für eine Charakterisierung die Schwerpunkte auf Sulla als Militär und als Politiker sowie auf sein Verhältnis zum transzendentalen Bereich. Christ bescheinigte Sulla eine „nie angefochtene militärische Autorität“ und würdigte ihn als einen der erfolgreichsten militärischen Feldherrn Roms. In der Politik stellte Christ zahlreiche Verbesserungen in Administration und Rechtsprechung fest. Dennoch war Sulla für Christ kein „überragender Staatsmann und Politiker“. In seiner Diktatur ging Sulla von „zwei kardinalen Fehleinschätzungen aus“. Die Herrschaftsstruktur als Senats- und Standesherrschaft konnte nicht mehr dauerhaft den Anforderungen der Größe des Römischen Reiches im ersten Jahrhundert v. Chr. entsprechen. Außerdem war die römische Führungsschicht innerlich zerrissen und wies nicht mehr die Geschlossenheit der klassischen Republik auf. In Sullas Beziehungen im transzendentalen Bereich stellte Christ fest, dass sich die Münzgestaltungen in die republikanische Tradition einordnen und nicht auf eine Alleinherrschaft hindeuten.
Ein isolierter Blick auf Sullas politisches Reformwerk lässt ernsthafte Bemühung um die republikanische Verfassung erkennen und Sulla als „letzten Republikaner“ erscheinen. Viele Studien über Sulla tragen jedoch dem Aspekt Rechnung, dass die Gewaltexzesse der Proskriptionen nicht von dessen politischem Wirken abkoppelbar sind.

### Künstlerische Rezeption
Die bekannteste Bearbeitung des Sulla-Stoffes ist Mozarts Oper Lucio Silla, die den Großmut eines absoluten Herrschers im römischen Gewand verdeutlicht. Auch Georg Friedrich Händel behandelte in seiner Oper Lucio Cornelio Silla die historische Person.
Christian Dietrich Grabbe schilderte in seinem Jugendfragment Marius und Sulla (1813–1827) Sullas Zweifel am eigenen Werk, die Verachtung der Menschen wie der Welt und schließlich dessen Niederlegung der Macht und den Rückzug in die Einsamkeit. Grabbe bewunderte in Napoleon den Typus eines Machtmenschen und sah die Despotie des großen Individuums auch in Marius und Sulla verkörpert.
Der noch 1945 ermordete Widerstandskämpfer Albrecht Haushofer inszenierte in seinem Drama Sulla von 1938 das Leben in einer Diktatur und stellte die Entwicklung des selbstsicheren Feldherrn und Diktators zum irritierenden Herrscher dar.
Belletristische Bearbeitungen nach 1945 stammen etwa von Colleen McCullough in ihren Romanen Die Macht und die Liebe und Eine Krone aus Gras, die auf dem Konflikt zwischen Marius und Sulla basieren, sowie Günstlinge der Götter über Sullas Diktatur. Jutta Deegener schrieb den Roman Sulla. Roman über die Spätzeit der Römischen Republik.

## Porträt

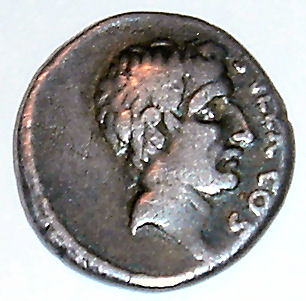
Porträt Sullas auf einem Denar des Quintus Pompeius Rufus, 55 v. Chr.

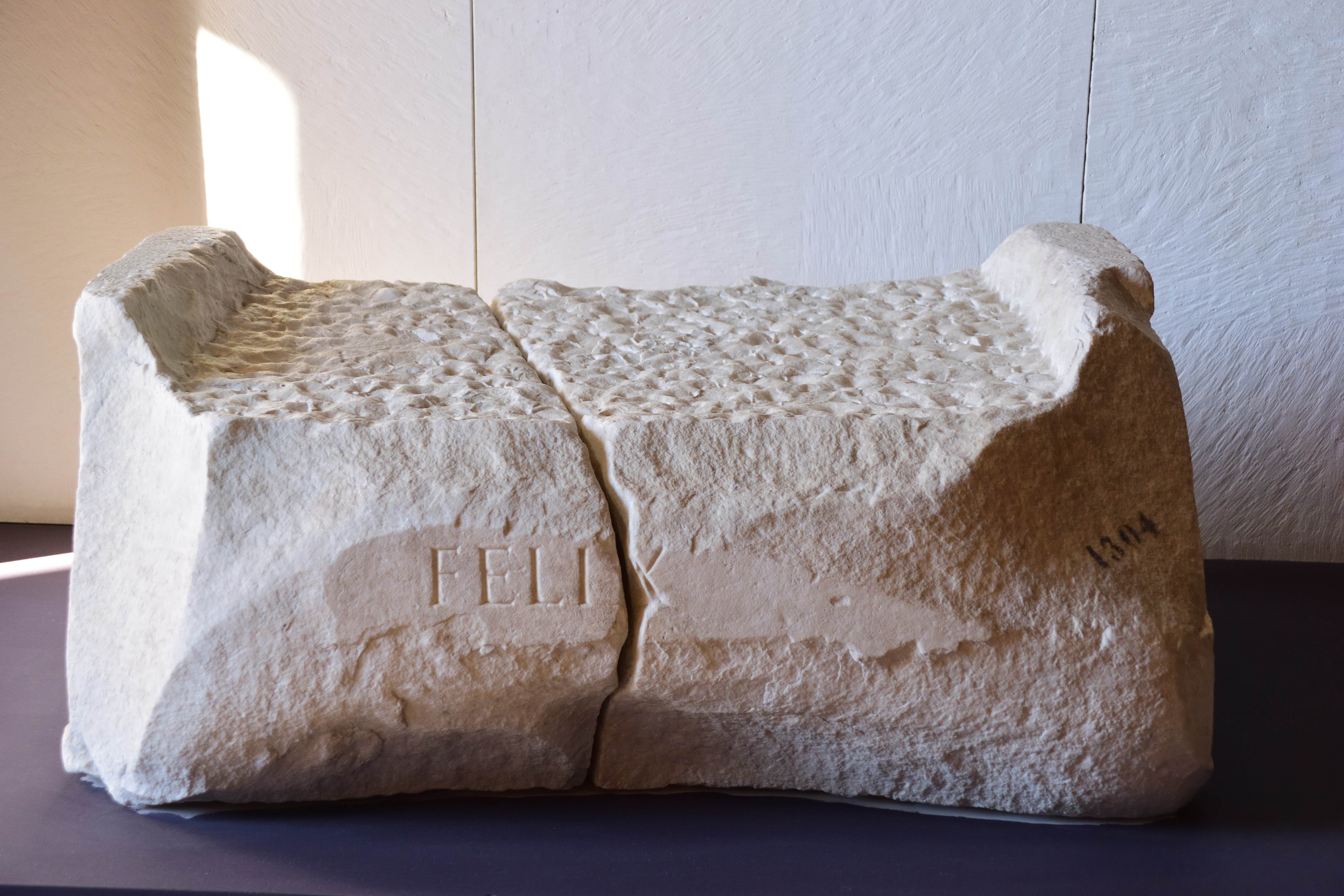
Erhaltene Statuenbasis des Sulla Felix aus dem Jahr 2 v. Chr., die im Säulengang des Augustusforums aufgestellt war.

Die erste aus der literarischen Überlieferung bekannte bildliche Darstellung Sullas war eine Statue, die König Bocchus von Mauretanien 91 v. Chr. auf dem Kapitol in Rom errichten ließ. Zahlreiche Statuen erhielt Sulla während seiner Zeit im Osten, nach seinem Sieg im Bürgerkrieg auch in Italien. Die bekannteste war eine vergoldete Reiterstatue auf dem Forum Romanum. Keine dieser Statuen hat sich erhalten. Das einzige inschriftlich gesicherte Porträt befindet sich auf einer Münze, die Sullas Enkel Quintus Pompeius Rufus wohl 55 v. Chr., also mehr als 20 Jahre nach dem Tod des Diktators, prägen ließ.
Zahlreiche Versuche wurden unternommen, durch Vergleich mit dem Münzporträt eine anonym überlieferte Darstellung mit Sulla zu identifizieren. Zuletzt hat sich Volker Michael Strocka eingehend mit der Frage beschäftigt und schlägt, wie schon Klaus Fittschen, vor, einen Porträtkopf in der Ny Carlsberg Glyptotek in Kopenhagen als Porträt Sullas anzusehen, das aus dem östlichen Mittelmeerraum stammen dürfte. Repliken sieht Strocka in einer Statue im Vatikan, einem Bronzekopf aus Verona und mehreren spätrepublikanischen Gemmen.
Weitere von einzelnen Wissenschaftlern mit Sulla identifizierte Porträts befinden sich wiederum in der Ny Carlsberg Glyptotek („Sulla Barberini“ und ein weiterer Kopf), der Glyptothek München (siehe Artikelanfang; Identifizierung vertreten zuletzt vor allem von Götz Lahusen), wiederum im Vatikan (zwei verschiedene Köpfe), Venedig und Malibu.